# Eupoecila gracilis
Eupoecila gracilis är en skalbaggsart som beskrevs av Paul Norbert Schürhoff 1934. Eupoecila gracilis ingår i släktet Eupoecila och familjen Cetoniidae. Inga underarter finns listade i Catalogue of Life.